# Kyrkliga folkpartiet
Kyrkliga Folkpartiet (kfp) var under 1930-talet ett parti som sade sig förespråka ”verklig högerpolitik”, till skillnad från Högerpartiet, som ansågs vara alltför moderat. Partiet var kungavänligt, försvarsvänligt, mot ”osedligt leverne” och motståndare till parlamentarismen.
Kyrkliga folkpartiet bildades 1930 runt tidskriften Göteborgs Stifts-Tidning vars redaktör var Ivar Rhedin, kyrkoherde i Säve pastorat.
Vid andrakammarvalet 1932 fick partiet 8 911 röster (0,36 %). De flesta av dessa röster (5 633 stycken) fick man i valkretsarna Göteborgs stad och Göteborgs och Bohus län.
När partiet inför andrakammarvalet 1936 sökte registrera sig under namnet Kyrkliga valförbundet kunde man endast uppvisa en medlemsförteckning med 577 namn, vilket var lägre än det föreskrivna antalet (1 000 medlemmar).  Medlemslistan finns kvar och visar att partiet främst hade medlemmar i Göteborg och Västsverige.
En av dem som återfanns i denna matrikel var skräddaren Allan Kanje från Varberg.
Kopplingen mellan partiet och Kanje blev en het potatis i Varberg våren 2005 då kommunstyrelsen beslutade namnge en gång- och cykelstig vid Varbergs fästning efter denne.
Socialdemokraterna i Varberg hävdade att Kyrkliga Folkpartiet hade dokumenterade och klara nazistiska uppfattningar – något som bestreds av företrädare för den politiska majoriteten. – Det var ett kyrkligt parti och inget annat, hävdade till exempel kristdemokraten Karl-Gunnar Svensson.
1936 försvann partiet från offentligheten och verkar snart därefter ha upphört.